# Ingrandes (Maine-et-Loire)
Ingrandes é uma ex-comuna francesa na região administrativa da Pays de la Loire, no departamento de Maine-et-Loire. Estendeu-se por uma área de 6,65 km². Em 2010 a comuna tinha 2 702 habitantes (densidade: 406,3 hab./km²).
Em 31 de dezembro de 2015 foi fundida com a comuna de Le Fresne-sur-Loire para a criação da nova comuna de Ingrandes-Le Fresne sur Loire.